# Geertruid Adriaansdr
Geertruid Adriaansdr (Wormer, ? - IJpesloot bij Amsterdam, 28 juni 1573) was een katholieke boerin en martelares.
Over Geertruids leven is weinig met zekerheid bekend. De belangrijkste bron voor haar relaas is het Martelaars-boek van Petrus Opmeer. Volgens die bron was zij in 1573 op weg naar Amsterdam om haar broer, een priester, voedsel te brengen. Amsterdam was toen omsingeld door watergeuzen en kampte met ernstige voedseltekorten. Op 27 juni 1573 probeerde zij per boot, samen met haar schoonzus, de stad te bereiken. Hun boot werd echter onderschept door Waterlandse boeren, die hen overdroegen aan geuzen bij het gehucht IJpesloot aan de Diemerdijk.
Geertruid werd daar ondervraagd en werd ervan beschuldigd levensmiddelen naar de belegerde stad te brengen. Opmeer schrijft dat zij haar katholieke geloof verdedigde en weigerde daarvan afstand te nemen. De volgende dag, op 28 juni, werd zij opgehangen. Haar bezittingen - een bovenrok en een hoofdkapje - gaf zij aan omstanders met het verzoek deze aan haar man te geven voor hun kinderen. Haar lichaam werd na de executie in het IJ geworpen.
In latere publicaties is het relaas aangevuld met sterk aangezette beschrijvingen. 